# Église de l'Assomption de Marioupol
Pour les articles homonymes, voir Église de l'Assomption et Assomption.
L'église de l'Assomption de Marioupol était une église  de style russo-byzantin située au cœur de la ville de Marioupol située en Ukraine. 
Construite entre 1880 et 1887, elle fut détruite en 1934 et a aujourd’hui entièrement disparu,,,.
Dans l'église il y avait une icône de l'Hodigitria (en grec ancien : Οδηγήτρια, du verbe οδηγεώ / odigeô : « je conduis, je guide »), un des types d'icônes les plus répandus et populaires de la Vierge Marie, Mère de Dieu avec son fils Jésus, enfant.

## Galerie d'images

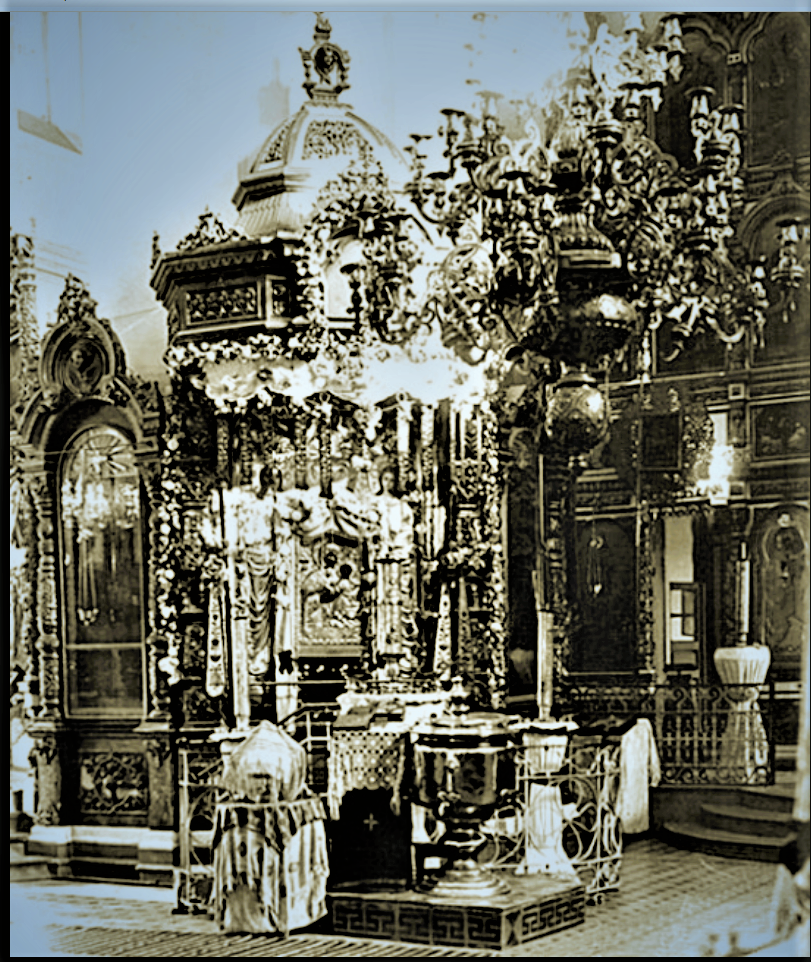
Icone de Marie
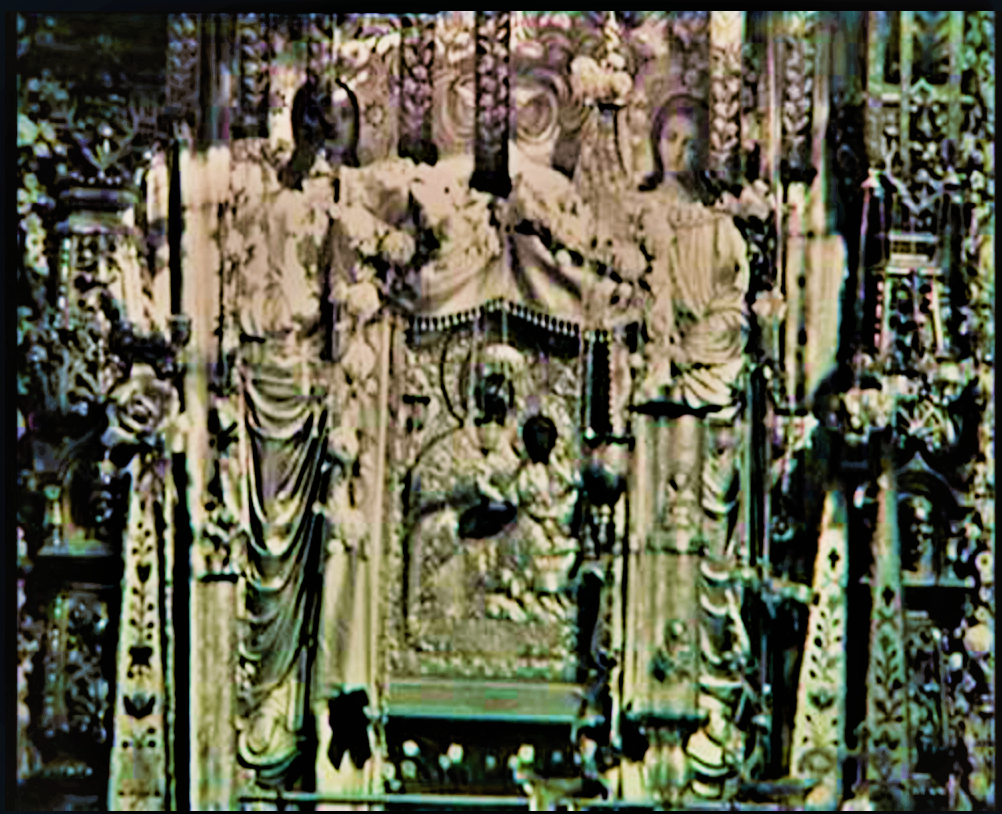
en bois.